# Baefra
Baefra, también denominado Baka o Bakara, fue un faraón de la dinastía IV de Egipto, que reinó de c. 2524 a 2523 a. C. (von Beckerath) o en 2530 a. C. (Schneider). 
Manetón escribió de Bikeris que fue sucesor de Ratoises y predecesor de Seberkeres, según Julio Africano en versión de Jorge Sincelo, y que reinó 22 años. Eusebio de Cesarea no lo nombra, comentando que de estos reyes no ha quedado registrado ningún hecho de importancia. 
Apenas existe información de este monarca, y se cree que su reinado fue efímero, de menos de un año. Posible hijo de Keops y de la reina Meritites, sus hermanos serían Dyedefra, Jafra (Quefrén) y Dyedefhor. Una inscripción en una roca de Uadi Hammamat, de mediados del Imperio Nuevo les menciona y cita a Baefra como sucesor de Jafra.

## Nombre y origen
En el único lugar contemporáneo suyo en que figura su nombre es en la pirámide que comenzó a construir en Zawyet el-Aryan. Al desenterrarla se encontraron varias inscripciones con el cartucho real. Estos cartuchos son objeto de una viva polémica, ya que el excavador, Alexandre Barsanti, al publicar los resultados no los reprodujo exactamente, solo hizo unos bocetos. Así, mientras que el segundo símbolo de los cartuchos está claramente identificado como el jeroglífico de Ka, el primero es tan confuso que ha sido imposible leerlo.
El nombre más ampliamente utilizado en la actualidad es Baka, donde el primer carácter es el correspondiente a una cigüeña representando el sonido Ba (o bi). Esta es la lectura del nombre de un hijo del faraón Dyedefra escrito en una estatua encontrada en Abu Roasch. El hijo del rey se llamaba Baka, pero su nombre no estaba escrito con una cigüeña sino con un cordero, también el sonido de Ba (o bi). El nombre Baka podría haberse convertido posteriormente en Ba-Ka-Ra al añadir el nombre de Ra, desfigurándose en la forma griega Bikeris. Una propuesta similar la ha hecho George Andrew Reisner. Se supone que Baka sería el nombre de Nacimiento y Ba-ka-Re el del Trono.
Aidan Dodson hizo en 1985 una propuesta de lectura del nombre del faraón como Sethka. Así pues, sería un chacal (Set) el jeroglífico del animal. Según Dodson también es posible que el nombre Sethka sea sólo una modificación de Setka, el nombre de otro hijo de Dyedefra.
Wolfgang Helck ha propuesto que quizá sea el príncipe Horbaef o Baefhor, probablemente un hijo de Keops, ya que el nombre del Trono Baefra podría haberse modificado. Se basa en unas inscripciones del Imperio Medio realizadas en una roca en el uadi Hammamat, en las que aparecen los nombres de Keops, Jafra, Dyedefra, Rabauef (Bauefre) y Dyedefhor escritos en cartuchos. La mayor parte de los investigadores rechazan esta propuesta.
Hay también una serie de lecturas con otros nombres, pero no permiten ser clasificados en la cuarta dinastía: Kurt Sethe como Nebka, Gaston Maspero como Nefer-Ka, Jean-Philippe Lauer como Bikka o como Hor-ka, Klaus Baer como Uehemka, y Peter Kaplony como Schena-Ka. 
En la tumba se lee el nombre de Horus de oro, como Bakara. Sin embargo, la lectura de este nombre y la afiliación son polémicas. Kaplony, por ejemplo, considera que el posible nombre de Horus que figura es el de Huni.

## Reinado
La duración exacta del reinado de Baefra es desconocida. Su lugar, en la columna III puesto 13, del Canon Real de Turín está muy dañado, de modo que ni el nombre ni la indicación de los años puede leerse; solo se ve 
| nswt&bity | HASH | HASH | G7 | M4 |

(El rey del Alto y Bajo Egipto [(///)] años [(///)]). en el siglo II a. C. el sacerdote Manetón escribió que Bikeris gobernó durante 22 años. Modernas investigaciones dan este tiempo como muy improbable, dado el pequeño número de construcciones fechadas durante su reinado indica un gobierno de corta duración. Jürgen von Beckerath le adjudica siete años, y otros investigadores incluso menos: Wolfgang Helck dos años, y Peter Jánosi opina que es posible que no llegase al año.

## Edificaciones de su época

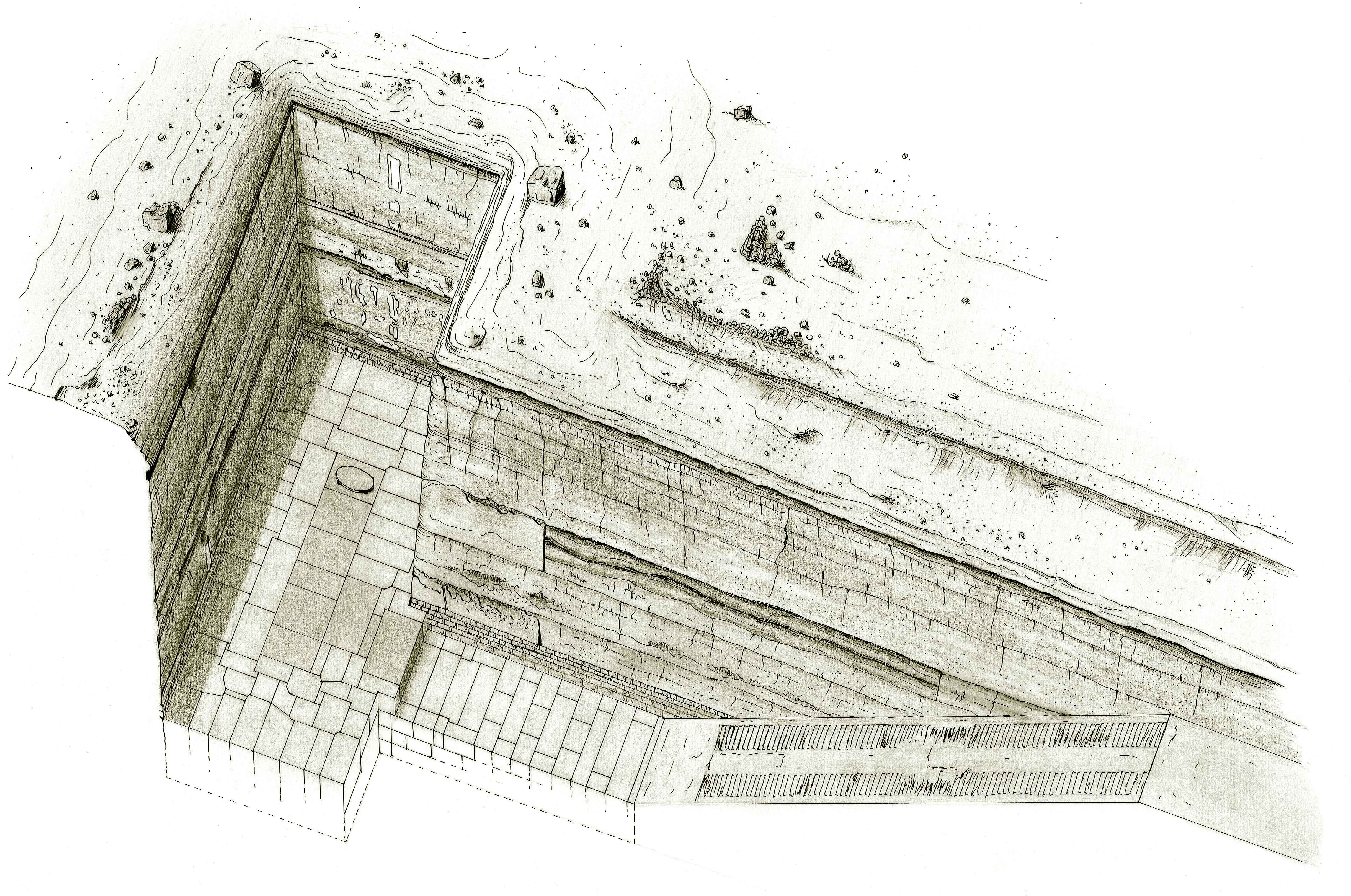
Pirámide inacabada de Zawyet el-Aryan.

Se le atribuye la pirámide sin terminar de Zawyet el-Aryan, proyectada con base cuadrada de unos doscientos metros de longitud. Fue estudiada por Lepsius entre 1842 y 46, que la catalogó con el número XIII en su lista. 
Solo se realizaron las obras preliminares, quedando una gran zanja excavada, de 106 m de largo y seis de anchura, que desciende en rampa y desemboca a más de veinte metros de profundidad en una zona rectangular descubierta, pavimentada con losas de granito de hasta 43 toneladas, donde Bersanti descubrió en 1900 un sarcófago de granito de forma inusual, ovalado, y aunque la tapa estaba sellada, al abrirlo, se encontró vacío su interior.

## Titulatura
| Titulatura | Jeroglífico | Transliteración (transcripción) - traducción - (referencias) |

| N5 | bA | f |

| N5 | bA | f |

| N5 | bA | f |

| N5 | bA | f |

| N5 | bA | f |

| N5 | bA | f |

| N5 | bA | f |

| N5 | bA | f |

| N5 | bA | f |

| N5 | bA | f |

| N5 | bA | f |

| N5 | bA | f |

| N5 | bA | f |

| N5 | bA | f |

| N5 | bA | f |

| N5 | bA | f |

| N5 | bA | kA |

| N5 | bA | kA |

| N5 | bA | kA |

| N5 | bA | kA |

| N5 | bA | kA |

| N5 | bA | kA |

| N5 | bA | kA |

| N5 | bA | kA |

| N5 | bA | kA |

| N5 | bA | kA |

| N5 | bA | kA |

| N5 | bA | kA |

| N5 | bA | kA |

| N5 | bA | kA |

| N5 | bA | kA |

| N5 | bA | kA |

| bA | kA |

| bA | kA |

| bA | kA |

| bA | kA |

| bA | kA |

| bA | kA |

| bA | kA |

| bA | kA |

| bA | kA |

| bA | kA |

| bA | kA |

| bA | kA |

| bA | kA |

| bA | kA |

| bA | kA |

| bA | kA |